# Дорожное (Ялта)
Дорожное (до 1962 года Джимиет; укр. Дорожнє, крымскотат. Cemiyet, Джемиет) — упразднённый посёлок в городском округе Ялта Республики Крым (согласно административно-территориальному делению Украины —  Ялтинского горсовета АР Крым), включённый в состав пгт Восход. Сейчас западная часть посёлка выше шоссе 35А-002 Симферополь — Ялта.

## История
Имение «Джемиет» во второй половине XIX века принадлежало фрейлине императрицы Марии Александровны, баронессе Марии Петровне Фредерикс. Здесь, в мае 1876 года, баронессой и Марфой Степановной Сабининой была открыта вторая в России (после ими же созданнои в Петербурге в Песках) Община сестёр милосердия и церковь Святого Благовещенья. По Статистическому справочнику Таврической губернии. Ч.II-я. Статистический очерк, выпуск восьмой Ялтинский уезд, 1915 год, в Общине Ялтинского Красного Креста Дерекойской волости Ялтинского уезда, приписанной к деревне Никита, числился 1 двор без населения.
После установления в Крыму Советской власти, по постановлению Крымревкома от 8 января 1921 года была упразднена волостная система и село подчинили Ялтинскому району Ялтинского уезда. В 1922 году уезды получили название округов. Согласно Списку населённых пунктов Крымской АССР по Всесоюзной переписи 17 декабря 1926 года, на хуторе Джемит, Никитского сельсовета (в котором селение состояло до начала 1960-х годов) Ялтинского района, числилось 3 двора, население составляло 13 человек, из них 9 русских и 4 крымских татар.
В 1944 году, после освобождения Крыма от фашистов, 12 августа 1944 года было принято постановление № ГОКО-6372с «О переселении колхозников в районы Крыма», по которому из Ростовской области РСФСР в район переселялись 3000 семей колхозников, а в начале 1950-х годов последовала вторая волна переселенцев из различных областей Украины. С 12 февраля 1991 года селение в составе восстановленной Крымской АССР, 26 февраля 1992 года переименованной в Автономную Республику Крым. Время переименования посёлка Джимиет в Дорожное пока не установлено: на 15 июня 1960 года уже Дорожное числилось в его составе Никитского сельсовета (согласно справочнику «Крымская область. Административно-территориальное деление на 1 января 1968 года» — в период с 1954 по 1968 годы). К 1977 году посёлок Дорожное (уже Массандровского поссовета) был включён в состав пгт Восход.